# Fathers 4 Justice
Fathers 4 Justice (« Pères pour la Justice » en français), parfois abrégé en F4J, est un groupe masculiniste de pression politique disposant de branches au Royaume-Uni, aux Pays-Bas, aux États-Unis, au Canada, en Australie et en Italie. Les militants luttent pour une réforme du droit de la famille et des droits accordés aux pères. Ce groupe, qualifié en mars 2005 par la BBC de « groupe de pression le plus croissant au monde », est responsable de plusieurs actions d’éclat ou manifestations.

## Coups d'éclat
Parmi les opérations les plus spectaculaires, une poignée de militants réussit à s’introduire en mai 2004 à la Chambre des communes, dans le Palais de Westminster, et à lancer sur le Premier ministre Tony Blair deux préservatifs remplis de farine teinte en mauve.
Au Canada, un membre du groupe a notamment interrompu la circulation sur le pont Jacques-Cartier durant une douzaine d'heures en septembre 2005.
En septembre 2005, Guy Harrisson, membre du groupe, a escaladé le Palais de Westminster, soulevant des inquiétudes sur la sécurité nationale au Royaume-Uni.

## Fathers 4 Justice dans le monde

### Canada
En février 2007, Andy Srougi, fondateur de Fathers 4 Justice au Québec, a été reconnu comme plaideur quérulent par la Cour supérieure du Québec.